# 渡辺秀明
渡辺秀明（わたなべひであき、1954年（昭和29年）9月27日 - ）は、日本の防衛官僚（技官）。工学博士。慶應義塾大学工学部卒業。慶應義塾大学大学院理工学研究科修士課程修了。
初代防衛装備庁長官を務めた。

## 来歴
- 1977年（昭和52年）3月 - 慶應義塾大学工学部卒業。
- 1979年（昭和54年）3月 - 慶應義塾大学大学院理工学研究科修士課程修了。
- 1979年（昭和54年）4月 - 防衛庁採用。
- 1979年（昭和54年）4月 - 防衛庁技術研究本部第1研究所 研究員。
- 1987年（昭和62年）3月 - 工学博士（慶應義塾大学）。
- 1987年（昭和62年）7月 - 防衛庁技術研究本部第2研究所 研究員。
- 1988年（昭和63年）7月 - 同 主任研究官。
- 1989年（平成元年）4月 - 防衛庁装備局 通信課 部員。
- 1992年（平成04年）4月 - 防衛庁技術研究本部 第2研究所 第２部電波２室長。
- 1996年（平成08年）4月 - 防衛庁技術研究本部 企画部管理課５班長。
- 1997年（平成09年）7月 - 防衛庁装備局 管理課通信、電子システム室長。
- 1999年（平成11年）7月 - 防衛庁技術研究本部 第２研究所 主任研究官。
- 1999年（平成11年）9月 - 防衛庁技術研究本部 総務部付。
- 2000年（平成12年）6月 - 防衛庁技術研究本部 企画部企画官。
- 2002年（平成14年）8月 - 防衛庁管理局 航空機通信電子課長。
- 2005年（平成17年）8月 - 防衛庁技術研究本部 第２研究所 第1部長。
- 2006年（平成18年）7月 - 防衛庁技術研究本部 電子装備研究所 システム研究部長。
- 2008年（平成20年）4月 - 防衛省技術研究本部 電子装備研究所 研究企画官。
- 2009年（平成21年）4月 - 防衛省技術研究本部 総務部長。
- 2011年（平成23年）8月 - 防衛省大臣官房技術監。
- 2013年（平成25年）9月 - 防衛省技術研究本部長。
- 2015年（平成27年）10月 - 防衛装備庁長官。
- 2017年（平成29年）7月 - 退官。
- 2017年（平成29年）9月 - 政策研究大学院大学政策研究センター 客員研究員[2]。
- 2017年（平成29年）10月 - 一般財団法人リモート・センシング技術センター 技術参与[3]。
- 2017年（平成29年）11月 - 多摩大学ルール形成戦略研究所 客員教授[4]。
- 2018年（平成30年）8月 - SBIホールディングス株式会社 顧問[5]
- 2022年（令和04年）8月一般財団法人防衛技術協会理事長[6]

## 研究内容
- 逆散乱法とソリトン解の研究（修士論文）[7]
- 線形予測手法を用いたクラッタ抑圧法および逆散乱問題の解法に関する研究（博士論文）[8]